# Arouna Koné
Arouna Koné (* 11. November 1983 in Anyama, Elfenbeinküste) ist ein ivorischer Fußballspieler, der auch für die Nationalmannschaft der Elfenbeinküste spielte.

## Karriere
Koné begann seine Karriere beim lokalen Verein Rio Sport d'Ányama, dem er half, in die erste Liga aufzusteigen. Schon mit 17 Jahren wurde er in den Profikader berufen. Der RC Lens lud ihn zum Probetraining ein, doch er konnte sich nicht durchsetzen und spielte danach bei Lierse SK in Belgien. Nach einer Saison wechselte er 2003 zu Roda Kerkrade ins Nachbarland Niederlande. Dort konnte er überzeugen und wurde zur Saison 2005/06 zur PSV Eindhoven transferiert. Durch seine starke Leistung bei der Afrikameisterschaft 2006 in Ägypten für sein Heimatland, die Elfenbeinküste, wurde er für die WM-Endrunde nominiert. Nach zwei starken Jahren in Eindhoven holte ihn der FC Sevilla nach Spanien.
Am 1. Februar 2010 gab Hannover 96 seine Verpflichtung auf Leihbasis bis zum Saisonende bekannt. Durch Verletzungen bestritt er jedoch lediglich acht Spiele für 96. Mit zwei Toren in dieser Zeit konnte er nicht in einem solchen Maße überzeugen, als dass eine Verpflichtung nach Leihfristende für die Niedersachsen in Frage gekommen wäre.
Zur Saison 2011/12 wurde Koné an UD Levante ausgeliehen. Nachdem er in 34 Ligaspielen 15 Tore erzielt hatte, zog Levante Anfang Juli 2012 die Kaufoption. Einen Monat später wechselte Koné jedoch für eine Ablösesumme von 3,8 Millionen Euro zum englischen Erstligisten Wigan Athletic. Er unterschrieb einen Dreijahresvertrag bis Ende Juni 2015. In der Saison 2012/13 war Koné mit elf Toren in 34 Einsätzen der beste Torjäger seiner Mannschaft. Im Mai 2013 gewann er mit Wigan Athletic den FA Cup durch einen 1:0-Finalsieg gegen Manchester City. Am Saisonende stieg der Verein jedoch in die Football League Championship ab. Daraufhin wechselte Koné zur Saison 2013/14 zum FC Everton und unterschrieb einen Dreijahresvertrag bis Juni 2016.
Zur Saison 2017/18 wechselte er zum türkischen Erstligisten Sivasspor.

## Privat
Koné ist der Bruder von Bakari Koné, der aktuell beim katarischen Erstligisten Lekhwiya spielt. Zusammen nahmen die beiden an der WM 2006 teil. Ein weiterer Bruder, Kemoko, spielt momentan für das Reserveteam von Arounas ehemaligen Klub Roda Kerkrade.